# سومین دوره جشنواره بین‌المللی فیلم فجر
سومین دورهٔ جشنواره فیلم فجر در بهمن ۱۳۶۳ در تالار وحدت تهران برگزار شد.

## برگزیدگان

### فیلم‌های بلند[۱]
| سیمرغ بلورین بهترین فیلم                                                                                              | سیمرغ بلورین بهترین کارگردانی                    |
| --- | ------------------------------------------------ |
| - مترسک – حسن محمدزاده                                                                                                | - یدالله صمدی – مردی که زیاد می‌دانست             |
| سیمرغ بلورین بهترین بازیگر نقش اول مرد                                                                                | سیمرغ بلورین بهترین بازیگر نقش اول زن            |
| - جمشید مشایخی – گل‌های داوودی وکمال‌الملک                                                                              | - پروانه معصومی – گل‌های داوودی                   |
| سیمرغ بلورین بهترین فیلمنامه                                                                                          | سیمرغ بلورین بهترین بازیگر نقش مکمل زن           |
| - کمال‌الملک – علی حاتمی (تقدیر) - مردی که زیاد می‌دانست – حسن هدایت و جمال امید (تقدیر) - مترسک – مهدی معدنیان (تقدیر) | - جیران شریف – مترسک                             |
| سیمرغ بلورین بهترین تدوین                                                                                             | سیمرغ بلورین بهترین موسیقی متن                   |
| - عباس گنجوی – تاتوره، گل‌های داوودی                                                                                   | - گل‌های داوودی و زندان دوله تو – کامبیز روشن‌روان |
| سیمرغ بلورین بهترین فیلمبرداری                                                                                        |                                                  |
| - گل‌های داوودی – فیروز ملک‌زاده                                                                                        |                                                  |

دیپلم افتخار برای محمدرضا مرسلی، بازیگر مترسک